# Giuseppe Nuvolone

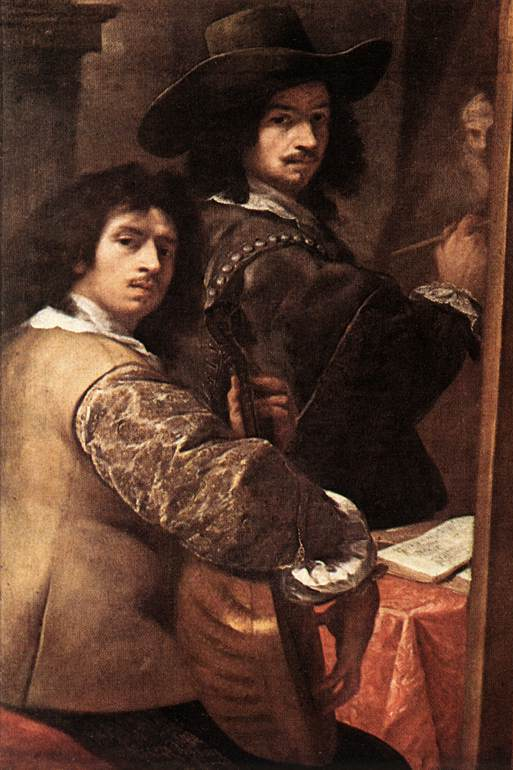
Giuseppe Nuvolone mit Laute (links) und sein Bruder Carlo Francesco an der Staffelei (aus Selbstporträt mit der Familie Nuvolone, Pinacoteca di Brera, Mailand)

Giuseppe Nuvolone (* 1619 in Mailand; † 20. Dezember 1703 ebenda) war ein italienischer Maler und Freskant des Barock und Mitglied einer bekannten lombardischen Künstlerfamilie.

## Leben
Er wurde 1619 als Sohn von Panfilo Nuvolone und seiner Frau Isabella in Mailand geboren.
Seine Ausbildung erhielt er sehr wahrscheinlich in der familiären Werkstatt, besonders durch seinen etwa zehn Jahre älteren Bruder Carlo Francesco, der ein stilistisch innovativer und erfolgreicher Maler war und Giuseppes Stil für dessen ganzes weiteres Leben prägte. Besonders in Giuseppes frühen Jahren ist es schwierig, seinen Stil von dem seines Bruders klar zu unterscheiden und man spricht daher von einem typischen Nuvolone-Stil („maniera nuvoloniana“), der sich durch eine duftige und gefühlsbetonte Weichheit und eine charakteristische Verbindung von tenebristischen und klassizistischen Elementen auszeichnet.

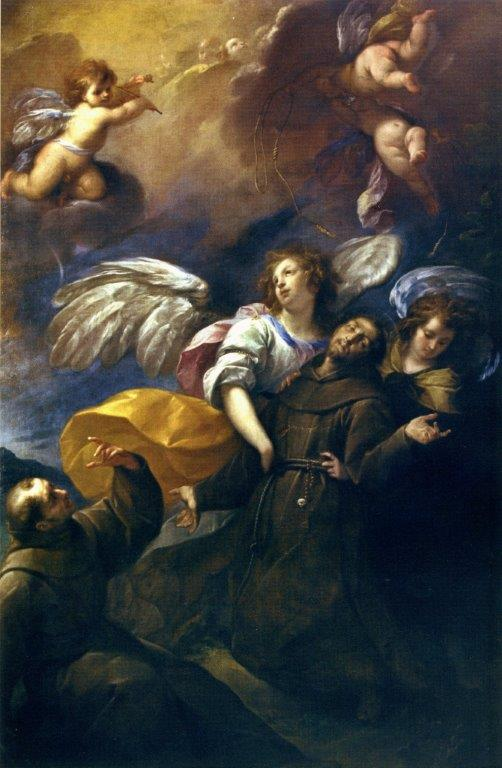
Extase des Hl. Franziskus in der Kirche San Giorgio von Cornate d’Adda, 1650

Bis zu Carlo Francescos Tod im Jahr 1661 arbeiteten die beiden Brüder häufig zusammen, unter anderem bei dem berühmtem Selbstporträt mit der Familie Nuvolone (Pinacoteca di Brera, Mailand), bei dem drei Figuren am Rande von Giuseppe gemalt wurden, unter anderem links unten sein eigenes Selbstporträt mit Laute (oder Mandora ?), direkt neben seinem Bruder, der an der Staffelei steht und malt. Eine Gemeinschaftsarbeit sind auch die 1648 bis 1652 ausgeführten Biblischen Szenen der Cappella del Salvatore im Santuario della Beata Vergine in Vimercate, und die Dekorationen im Palazzo Ferrero Fieschi in Masserano (bei Biella) von ca. 1660. Auch die Fresken in den Kapellen X (1654) und XVII (um 1661) des Sacro Monte di Orta schufen sie zusammen. Aufgrund des Todes von Carlo Francesco im Jahr 1661 vermutet man, dass bei den Arbeiten ab 1660 der Löwenanteil von Giuseppe gemalt wurde, aber nach Vorlagen seines Bruders – also besonders bei der Kapelle XVII in Orta.
Das erste Bild, das als eigenes Werk Giuseppes dokumentiert ist, sind die Häuslichen Arbeiten der Hl. Familie in der Kirche San Giorgio in Bregnano von 1646. Während dieses und seine folgenden Arbeiten noch vollkommen unter dem brüderlichen Einfluss stehen, zeigt sich ab Ende der 1650er Jahre bei Giuseppe eine etwas deutlichere Charakterisierung der Personen und Akzentuierung des Ausdrucks, die sich von der regelmäßigeren und poetischen Harmonie bei Carlo Francesco abhebt. Giuseppes Malerei entwickelt sich nach 1661 mehr in eine sinnlichere Richtung.

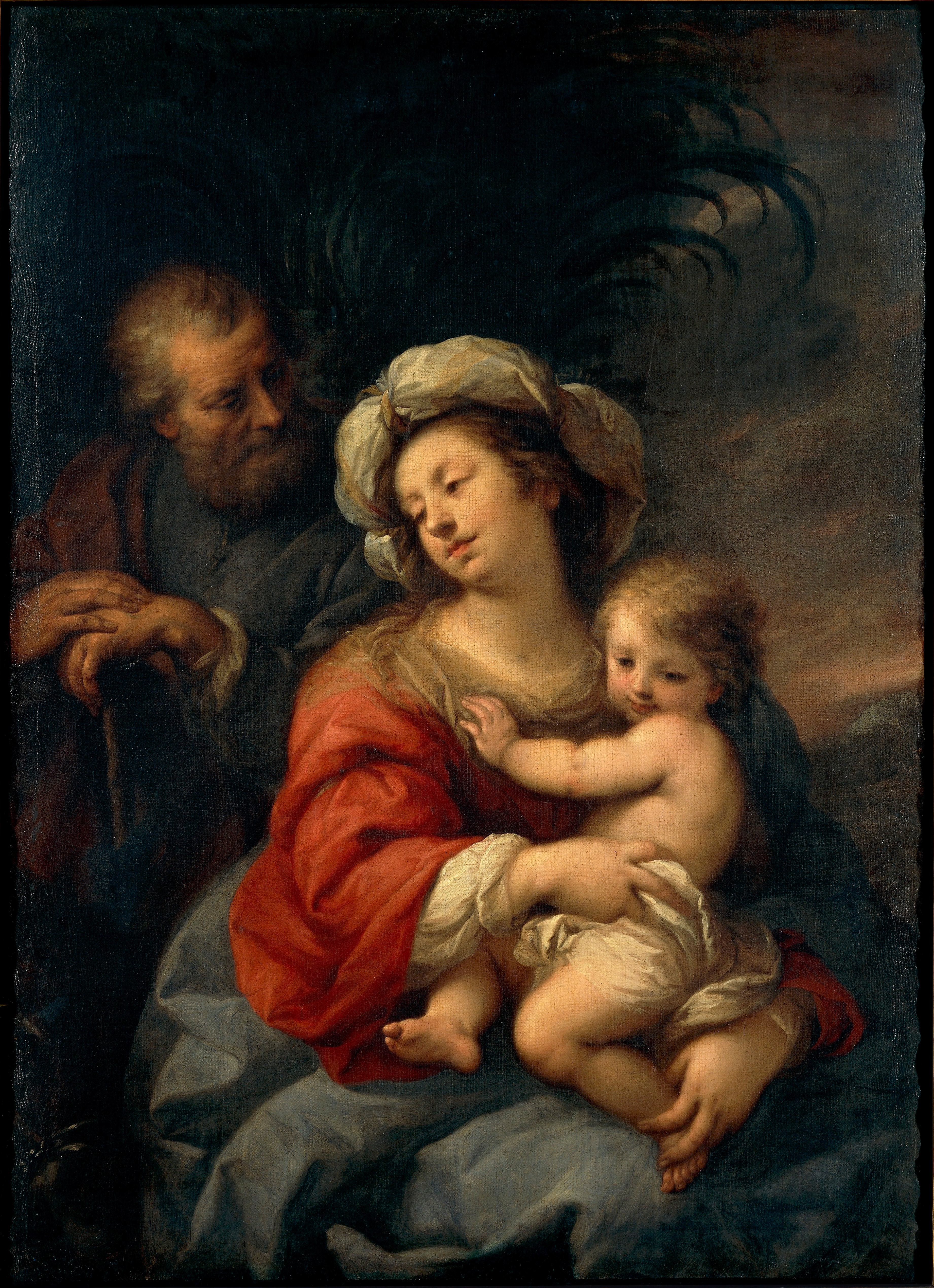
Heilige Familie, um 1660, Pinacoteca Ambrosiana (früher Carlo Francesco Nuvolone zugeschrieben)

Giuseppe zeigt auch eine Begabung fürs Erzählerische in Gemäldezyklen wie den Dekorationen für Bona und Ludovica von Savoyen im Palazzo Reale von Turin (1663), oder bei den 1665 vollendeten Drei Szenen aus dem Leben des Hl. Augustinus für die Kirche Sant’Agostino in Novara (heute: Collegio nazionale, Novara).
Einer seiner wichtigsten Förderer war Bartolomeo Arese, der seit 1660 Präsident des Senates von Mailand war,  und in dessen Auftrag er unter anderem 1665 einen heute verlorenen Gemäldezyklus zu den Gedächtnisfeiern von König Philipp IV. im Mailänder Dom malte. Die Habsburger-Allegorie, die sich heute im Palazzo Sormani in Mailand befindet, schuf Nuvolone vermutlich im darauffolgenden Jahr, als die spanische Infantin Margherita Teresa und zukünftige Gemahlin Kaiser Leopold I. auf ihrer Reise nach Wien vorübergehend in Mailand weilte.
Zusammen mit Giovanni Stefano und Giuseppe Doneda (gen. Montalto), Antonio Busca, Ercole Procaccini d. J. und Federico Bianchi gehörte Nuvolone zwischen 1665 und 1674 zu den Künstlern, die an der Dekoration des Senatorensaals im Palazzo ducale von Mailand mitwirkten, und für die er unter anderem die Geißelung Jesu schuf, die sich heute in der Pinacoteca di Brera befindet.
1667 hielt er sich zusammen mit dem Architekten Gerolamo Quadrio und dem Bildhauer Giuseppe Vismara in Rom auf, wo er für Kardinal Giberto III. Borromeo arbeitete, und wo er Werke Pietro da Cortonas kennenlernen konnte – eine Erfahrung, die er offenbar dezent in seinen Nuvolone-Stil zu integrieren versuchte.
Um 1670 malte Giuseppe wiederum für den Präsidenten Arese Fresken und Ölbilder für dessen Palazzo in Cesano Maderno; die Ölgemälde befinden sich heute in der Collezione Borromeo auf der Isola Bella am Lago Maggiore.

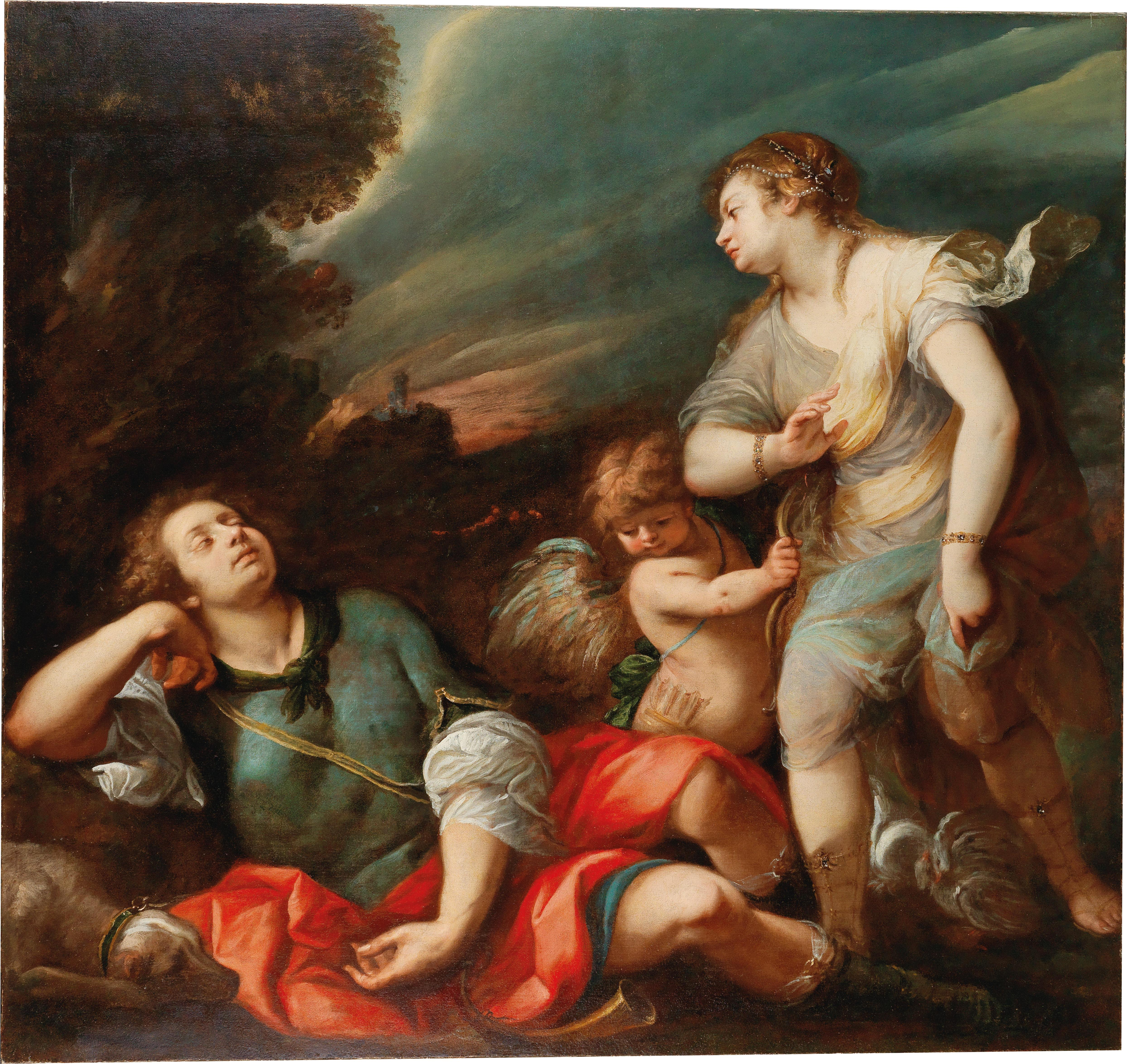
Armida und der schlafende Rinaldo, Privatsammlung

Zu seinen Hauptwerken gehörten zahlreiche Fresken und Gemälde für die später zerstörte Kirche San Domenico in Cremona. Nur wenig davon blieb erhalten: Das Gemälde der Hl. Dominikus erweckt Napoleone Orsini zum Leben und zwei weitere Bilder (1671), die heute in der Pinacoteca Ala Ponzone in Cremona aufbewahrt werden, und eine Hl. Rosa von Lima (1671), die später in die Kirche San Sebastiano in Cremona gelangte.
Ab den 1670er Jahren erhielt er auch Aufträge aus Brescia und Umgebung, darunter Die Heiligen beten für das Ende der Pest im Duomo nuovo in Brescia (1679–1680) und mehrere Altarbilder (u. a. Anbetung der Könige und die Marien am Grab Jesu) für die Kirche San Giovanni Evangelista in Brescia (1695). Eins seiner letzten Bilder ist der Hl. Antonius von Padua für den Dom von Brescia (nach 1700).
Ab 1695 war er Mitglied der Mailänder Accademia di San Luca.
Giuseppe Nuvolone starb am 20. Dezember 1703 im Alter von 84 Jahren.
Von seinen Kindern waren auch die Söhne Carlo und Gerolamo Maler, die ihm in seiner Werkstatt halfen. Von Carlo hat ein einziges eigenes Werk überlebt: die Fresken in der Kirche San Martino in Savognin (Engadin). Ein dritter Sohn Antonio war Ingenieur und Architekt.

## Bildergalerie

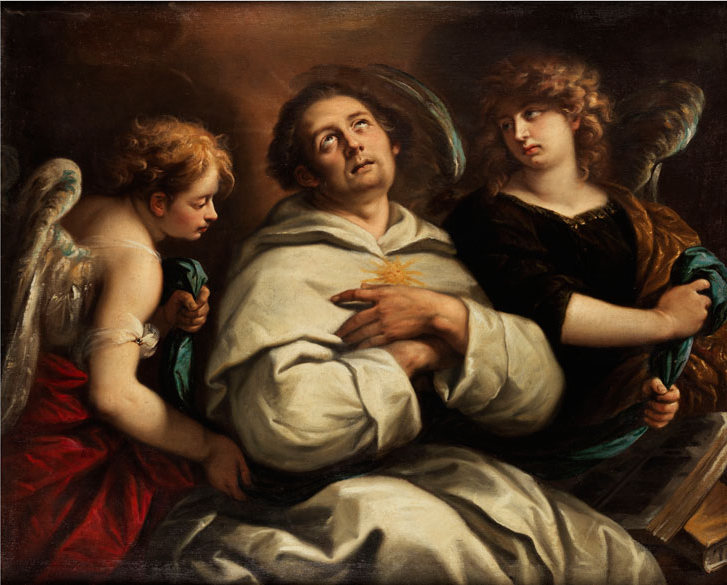
Hl. Bernhard, Privatsammlung
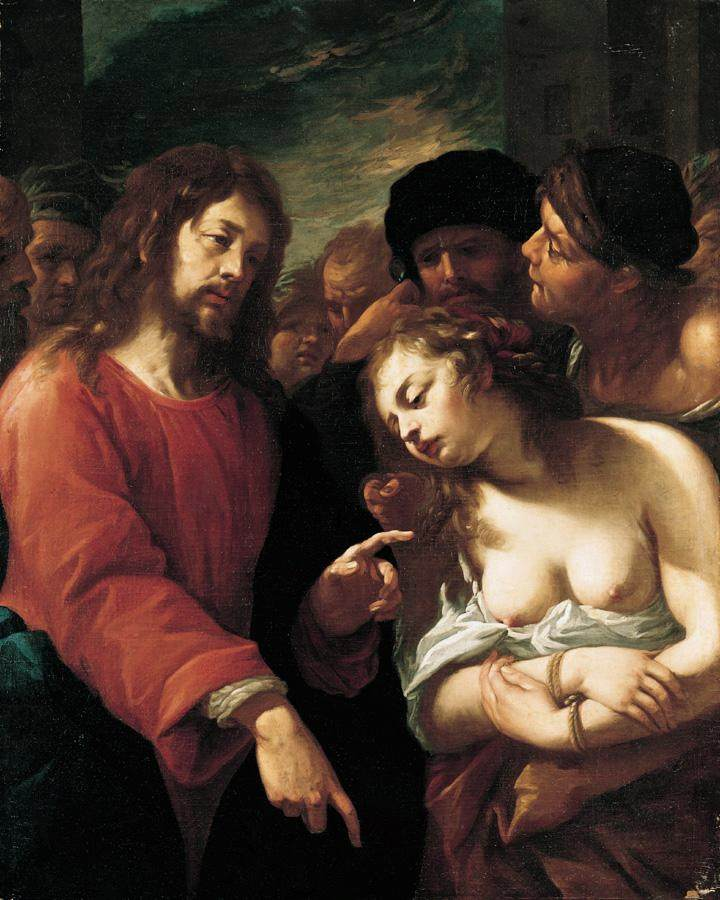
Christus und die Ehebrecherin, um 1670, Privatsammlung (Giuseppe Nuvolone?)
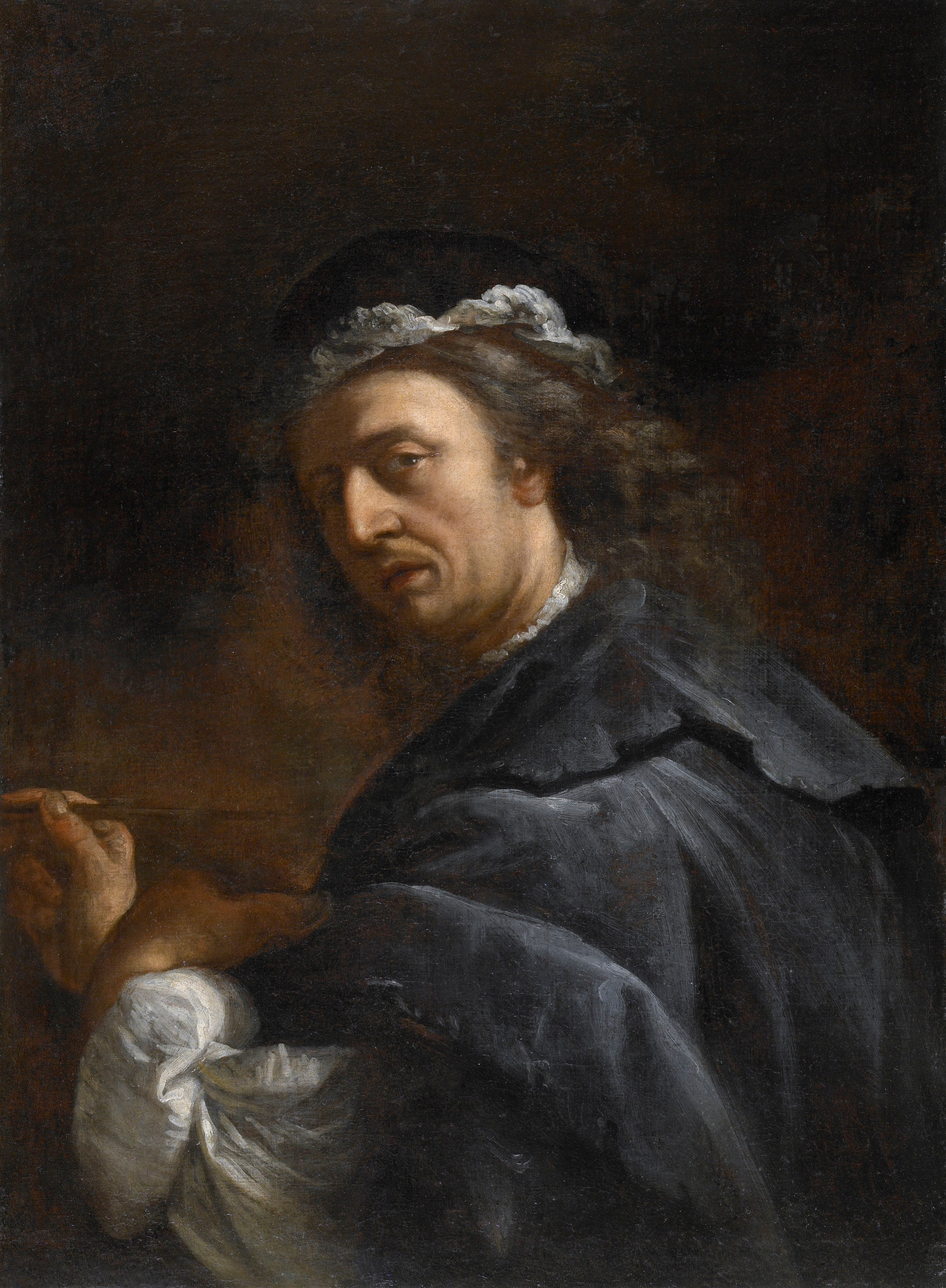
Selbstporträt, um 1670, Fondazione Brescia Musei
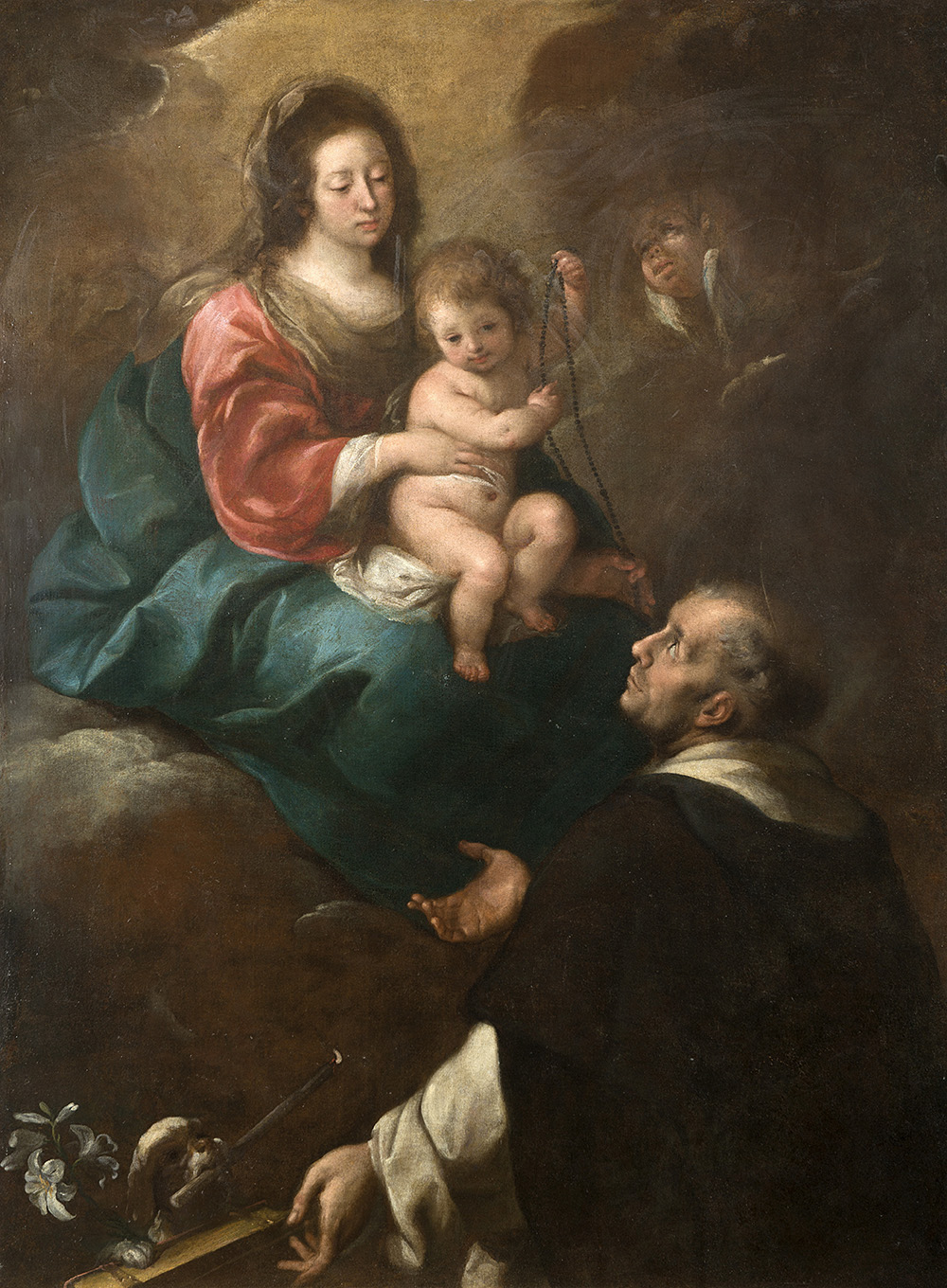
Rosenkranzmadonna mit dem Hl. Dominikus, um 1675–80, Privatsammlung
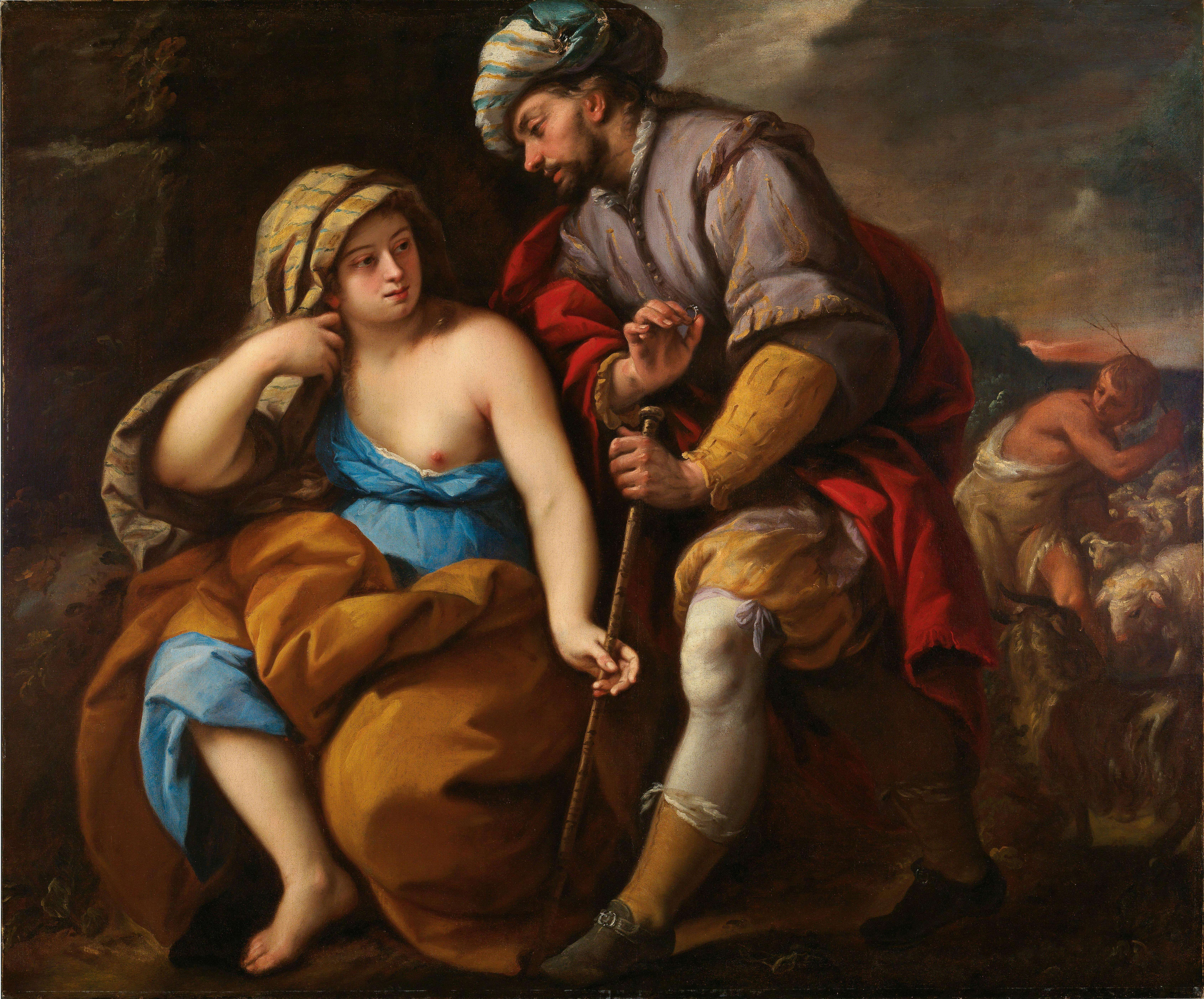
Tamar und Judah, ca. 1670–80 (Giuseppe Nuvolone zugeschrieben)
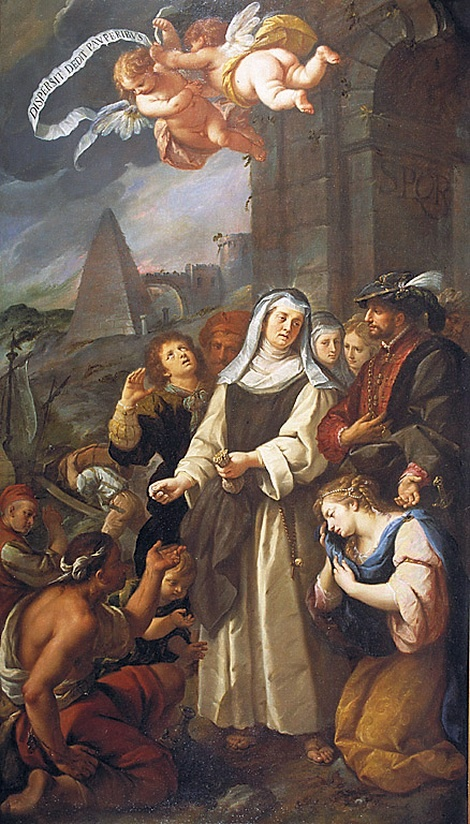
Almosen der Santa Paola Romana, Pinacoteca di Brera, Mailand, 1684

## Werke (Auswahl)

### Gemeinsam mit Carlo Francesco Nuvolone
- Selbstporträt mit der Familie Nuvolone, Pinacoteca di Brera, Mailand, um 1650 (zusammen mit Carlo Francesco Nuvolone)
- Biblische Szenen, Fresken in der Cappella del Salvatore im Santuario della Beata Vergine, Vimercate, 1648–1652 (zusammen mit Carlo Francesco Nuvolone)
- Fresken in der Kapellen X (Sieg des Hl. Franziskus über die Versuchungen) und XVII (Agonie des Hl. Franziskus) des Sacro Monte di Orta, 1654 und ca. 1661 (zusammen mit Carlo Francesco Nuvolone)
- Fresken im Palazzo Ferrero Fieschi, Masserano (Biella), um 1660 (zusammen mit Carlo Francesco Nuvolone)

### Eigene Werke von Giuseppe Nuvolone
- Häusliche Arbeiten der Hl. Familie, Kirche San Giorgio, Bregnano, 1646
- Extase des Hl. Franziskus, Kirche San Giorgio, Cornate d’Adda, 1650
- Dekoration der Cappella di Sant’Antonio Abate in der Collegiata di San Lorenzo, Chiavenna, 1657 (datiert)
- Altarbild in der Gemeindekirche von Groppello d’Adda, 1657
- Hl. Maria Magdalena, Museo civico di Novara, 1655–1658
- Kain und Abel, Santa Maria Maggiore, Bergamo, 1659
- Madonna del Latte, früher bei Antiquar Luzzetti in Florenz, 1661
- Ruth und Boaz, Privatsammlung, 1662
- Dekorationen für Bona und Ludovica di Savoia, Palazzo Reale, Turin, 1663
- Drei Szenen aus dem Leben des Hl. Augustinus (urspr. in der Kirche Sant’Agostino, Novara), Collegio nazionale, Novara, 1665
- Habsburger-Allegorie, Palazzo Sormani, Mailand, 1666
- Geißelung Jesu (urspr. für den Senatorensaal im Palazzo ducale, Mailand), Pinacoteca di Brera, Mailand, 1665–74
- Fresken im Palazzo Arese, Cesano Maderno, um 1670
- Ölgemälde aus dem Palazzo Arese in Cesano Maderno, heute: Collezione Borromeo, Isola Bella (Lago Maggiore), um 1670
- Rosenkranzmadonna und Esther und Ahasver (urspr. in SS. Cosma e Damiano, Mailand), Santa Maria della Passione, Mailand, 1671
- Geburt Jesu und der Name des Täufers (urspr. im Oratorium von San Giovanni alle Case rotte, Mailand), Gemeindekirche, Castelmarte, ca. 1673
- Der Hl. Dominikus erweckt Napoleone Orsini zum Leben, der Selige Rolando von Cremona und der Selige Moneta von Cremona (urspr. in San Domenico, Cremona), Pinacoteca Ala Ponzone, Cremona, 1671
- Hl. Rosa von Lima (urspr. in  der Cappella di Santa Rosa da Lima, San Domenico, Cremona), San Sebastiano, Cremona, 1671
- Fresken mit Engeln an den Kuppelpfeilern in der Kirche San Sigismondo, Cremona
- Madonna in Glorie mit den Hl. Dominikus und Antonius von Padua, Pinacoteca Ambrosiana, Mailand, 1675
- Himmelfahrt Mariens, Kirche von Collio in Val Trompia, 1677
- Die Heiligen beten für das Ende der Pest in Brescia, Duomo nuovo, Brescia, 1679–80
- Pfingsten, San Francesco, Piacenza, 1681
- Almosen der Santa Paola Romana, Pinacoteca di Brera, Mailand, 1684
- Hl. Vigilius, Kirche von Lodrino in Val Trompia, kurz nach 1684
- Anbetung der Könige und die Marien am Grab Jesu, und andere Altarbilder in San Giovanni Evangelista, Brescia, 1695
- Hl. Antonius von Padua, Dom von Brescia, nach 1700